# 음력 5월 30일
음력 5월 30일은 음력 5월의 30번째 날이다.

## 사건
- 1394년 - 조선의 문신 정도전이 법률서《조선경국전》 및 불교 비판서《불씨잡변》을 지었다.
- 1403년 - 조선 태종 3년의 병력 수가 29만 3,600명으로 집계되다.
- 1489년 - 조선 성종 20년 내의원 제조 영돈녕 윤호 등에게 《신찬 구급 간이방(新撰救急簡易方)》을 저술, 편찬케 하다.
- 1518년 - 조선 경기도에 지진이 일어나다.
- 1553년 - 조선 명종 8년, 제주도에 왜변(倭變)이 일어나다.
- 1555년 - 조선 명종 10년, 을묘왜변이 발생하다.
- 1617년 - 조선 광해군 9년, 에도 막부에 오윤겸, 박재, 이경직 등을 통신사로 보내다.

## 같이 보기
- 음력 360일: 1월 2월 3월 4월 5월 6월 7월 8월 9월 10월 11월 12월
- 전날:5월 29일 다음날:6월 1일 - 전달:4월 30일 다음달:6월 30일
- 양력:5월 30일
- 음력, 윤달